# Burgruine Kastellatz (Mals)
Die Burgruine Kastellatz ist eine in kümmerlichen Mauerresten erhaltene Ruine bei Schlinig, Gemeinde Mals. Mit 1651 m Höhe ist Kastellatz die höchste Höhenburganlage Südtirols.

## Lage
Die Burgruine befindet sich auf einem bereits in der Vorgeschichte besiedelten Hügel oberhalb der Benediktinerabtei Marienberg. Es handelt sich um eine schmale, ausgedehnte Anlage, wobei sich der Bergfried auf der höchsten Stelle des Burgplatzes befindet.

## Geschichte
Als Erbauer werden die Grafen von Tarasp angegeben. Im Jahre 1146 wird Kastellatz als „castrum suum Castelletz“ beschrieben und im selben Jahr auf Befehl von Graf Ulrich von Tarasp geschleift.